# Козієнь (комуна)
Козієнь, Козієні (рум. Cozieni) — комуна у повіті Бузеу в Румунії. До складу комуни входять такі села (дані про населення за 2002 рік):
- Ізвору (96 осіб)
- Анінь (93 особи)
- Беленешть (394 особи)
- Берчешть (193 особи)
- Валя-Банулуй (116 осіб)
- Валя-Роатей (11 осіб)
- Глодуріле (70 осіб)
- Зеподія (23 особи)
- Козієнь (295 осіб) — адміністративний центр комуни
- Кокирчень (212 осіб)
- Колцень (56 осіб)
- Лунджешть (38 осіб)
- Ністорешть (37 осіб)
- П'єтрару (102 особи)
- Пунга (90 осіб)
- Тейшу (110 осіб)
- Трестія (226 осіб)
- Тулбуря (227 осіб)
- Фаца-луй-Нан (12 осіб)
- Чокенешть (71 особа)

Комуна розташована на відстані 104 км на північ від Бухареста, 33 км на північний захід від Бузеу, 120 км на захід від Галаца, 77 км на південний схід від Брашова.

## Населення
За даними перепису населення 2002 року у комуні проживали 2472 особи.
Національний склад населення комуни:
| Національність | Кількість осіб | Відсоток |
| -------------- | -------------- | -------- |
| румуни         | 2458           | 99,4%    |
| цигани         | 12             | 0,5%     |
| угорці         | 2              | 0,1%     |

Рідною мовою назвали:
| Мова      | Кількість осіб | Відсоток |
| --------- | -------------- | -------- |
| румунська | 2470           | 99,9%    |
| угорська  | 2              | 0,1%     |

Склад населення комуни за віросповіданням:
| Релігія       | Кількість осіб | Відсоток |
| ------------- | -------------- | -------- |
| православні   | 2456           | 99,4%    |
| бретрени      | 9              | 0,4%     |
| лютерани      | 3              | 0,1%     |
| римо-католики | 2              | 0,1%     |
| адвентисти    | 2              | 0,1%     |